# Cymus glandicolor
Cymus glandicolor ist eine Art der Wanzen aus der Familie der Cymidae.

## Merkmale
Die Wanzen werden 3,7 bis 5,1 Millimeter lang. Die Unterscheidung der Arten der Gattung Cymus ist nicht einfach. Die Art kann anhand ihres blassen Kiels auf dem Schildchen (Scutellum) und den ungefähr parallel zu den Vorderrändern der Vorderflügel verlaufenden dunklen Flecken auf der Cubitalader der Flügel, die zur Basis des Coriums der Hemielytren zeigen, bestimmt werden. Bei der ähnlichen Cymus aurescens stehen diese Flecken mehr schräg zu den Flügelrändern und zeigen auf diese. Die Schienen (Tibien) sind in der Regel blass gefärbt.

## Verbreitung und Lebensraum
Die Art ist in Europa vom Mittelmeerraum bis nach Skandinavien und weiter östlich bis Sibirien, China und Japan verbreitet. Sie ist in Mitteleuropa weit verbreitet und tritt in den Alpen bis in die montane Stufe auf. Sie besiedelt sowohl feuchte, als auch sehr trockene und temperaturbegünstigte Lebensräume, wie etwa Sanddünen.

## Lebensweise
Die Tiere leben in der Regel an verschiedenen Seggen (Carex). Auf Sanddünen findet man sie z. B. an Sand-Segge (Carex arenaria), in feuchten Lebensräumen in der Regel an hochwüchsigen Seggenarten. Nur selten findet man sie auch auf Binsengewächsen (Juncaceae) wie Binsen (Juncus) und Hainsimsen (Luzula). Die Überwinterung erfolgt in der Bodenstreu von Wäldern.

## Belege